# Eiga Pretty Cure Super Stars!
Eiga Pretty Cure Super Stars! (映画 プリキュアスーパースターズ！?, Eiga Purikyua Sūpā Sutāzu!, Eiga Precure Super Stars!, lett. "Pretty Cure Super Stars! - Il film") è un film del 2018 diretto da Yoko Ikeda.
È il ventiquattresimo film d'animazione tratto dal franchise Pretty Cure di Izumi Tōdō. Il film vede per personaggi principali le Pretty Cure dalla tredicesima fino alla quindicesima serie (escluse Cure MaChérie e Cure Amour), per un totale di dodici protagoniste femminili.

## Trama
Durante una passeggiata tra gli altopiani, Hana, Saaya e Homare vengono attaccate da un mostro chiamato Usobakka, che fa prigioniere Saaya e Homare. Avendo perso inoltre i poteri di guerriera, Hana è costretta a cercare aiuto nelle altre Pretty Cure, anch'esse tuttavia prese di mira dal mostro. La ragazza riconosce nelle parole del nemico le stesse che ripeteva Clover, una sua vecchia conoscenza con la quale aveva fatto la promessa di farle vedere il mondo degli umani, tuttavia non mantenuta poiché non lo rivide più; decisa a trovarlo per scusarsi, con Ichika e Mirai, Hana attraversa la porta verde della Torre Esagonale che conduce ad un altro mondo e viaggiando indietro nel tempo rincontra Clover con cui fa pace. La forza maligna dall'aspetto di fuoco fatuo che viveva insieme a quest'ultimo e lo spingeva a vendicarsi, però, prende il sopravvento e, una volta libere tutte le Pretty Cure dalla trappola di Usobakka, si scaglia contro di loro per distruggerle. Il potere vitale di Clover, sacrificatosi, e la Miracle Clover Light donano alle Leggendarie Guerriere la forza necessaria per purificare il male. Infine Clover, poco prima di dissolversi nell'aria, e Hana promettono un giorno di rincontrarsi.

## Personaggi esclusivi del film
Clover (クローバー?, Kurōbā)
È un ragazzino dall'aspetto simile a un elfo verde, che vive da solo in un altro mondo, accessibile tramite la Torre Esagonale. Hana lo incontra da piccola quando, durante una vacanza a Dublino, si perse mentre cercava i genitori. Vorrebbe visitare il mondo degli umani che considera migliore del suo ma, poiché Hana non mantenne la promessa che l'avrebbe portato a vederlo, si tramuta senza accorgersene nel mostro bugiardo Usobakka. È da sempre accompagnato da una piccola fiamma nera, la quale si rivela malvagia e causa del suo malessere. Dopo che Hana riesce a rincontrarlo e farci pace viaggiando nel tempo, sacrifica la sua vita per consentire alle Pretty Cure prive di poteri di trasformarsi di nuovo e scontrarsi con il fuoco fatuo d'oscurità; prima di dissolversi nell'aria, tuttavia, lui e Hana promettono un giorno di rincontrarsi.
Usobakka (ウソバーッカ?, Usobākka)
È un mostro dal comportamento infantile che non mantiene mai le promesse e desidera far sprofondare tutti nelle menzogne. Vuole eliminare le Pretty Cure con lo scopo di formare un universo pieno di bugie e ci riesce, privandole dei loro poteri e intrappolandole (ad eccezione di Hana, Ichika e Mirai) in delle bolle all'interno del suo corpo. Viaggia tra i mondi tramite una porta verde e ha la capacità di trasformare tutto in pietra, rubando i colori alle cose e nutrendosi soltanto d'odio. Si rivela essere Clover, spinto dal fuoco fatuo d'oscurità, avido di vendetta, a seguito della promessa spezzata con Hana. Quando Hana si chiarisce con il Clover del passato e insieme a lui raggiunge il mondo umano, viene riassorbito dal corpo di quest'ultimo e di conseguenza le Pretty Cure intrappolate al suo interno possono liberarsi.
Fuoco fatuo d'oscurità (闇の鬼火?, Yami no Onibi)
È l'entità che affianca da sempre Clover. Ha l'aspetto di una piccola fiamma nera che si scopre essere malvagia e la causa del disfacimento del mondo di Clover, reso glaciale da terra fertile quale era. Si assicura che Clover non lasci mai il proprio mondo per continuare a nutrirsi dei suoi sentimenti d'odio, infatti quando gli fa il lavaggio del cervello riguardo alla promessa di Hana di portarlo a vedere il mondo umano, riesce a farlo tramutare nel mostro Usobakka pieno di rancore che desidera demolire gli altri mondi esistenti ed eliminare le Pretty Cure. Quando Clover fa pace con Hana e Usobakka svanisce, prende il controllo della situazione, venendo tuttavia purificato dalle Pretty Cure e tornando all'altro mondo insieme allo spirito di Clover.

## Oggetti magici
Miracle Clover Light (ミラクルクローバーライト?, Mirakuru Kurōbā Raito)
È una piccola torcia con l'estremità di cristallo a forma di trifoglio che proietta un fascio di luce. Trasforma il coraggio in un nuovo potere per le Pretty Cure e può contrastare le magie nemiche.
In Giappone, quando è uscito il film, le Miracle Clover Light sono state realmente distribuite al pubblico nelle sale, difatti nella sequenza introduttiva del lungometraggio si vede Choro con Pekorin spiegare come utilizzarla per incitare le Pretty Cure durante la visione.

## Trasformazioni e attacchi
- Clover Formation (クローバー・フォーメーション?, Kurōbā Fōmēshon): è l'attacco di gruppo delle Pretty Cure, potenziate dal potere vitale di Clover e la Miracle Clover Light. Dopo che le Mahō tsukai Pretty Cure si trasformano in Over the Rainbow e le Kirakira Pretty Cure in À La Mode Style, insieme alle HUGtto Pretty Cure, tutte le guerriere in cerchio si prendono per mano come a sancire una promessa, formando una bolla di protezione, dalla quale scaturisce un raggio d'energia a forma di trifoglio che colpisce il nemico, purificandolo.

## Luoghi
Torre Esagonale (六角形の塔?, Rokkakkei no tō)
È una torre magica con sei porte, che si dice portino ad un altro mondo e appaiano improvvisamente quando si cammina in un vecchio vicolo, come successe ad Hana da piccola quando in vacanza a Dublino si perse e, mentre cercava i genitori, incontrò Clover. Inoltre, attraverso esse si può viaggiare nel tempo.

## Colonna sonora
| Nº | Titolo CD | Numero tracce | Data uscita     |
| -- | --- | ------------- | --------------- |
| 1  | Ashita egao ni naare! / Nanairo no sekai (明日笑顔になぁれ！／七色の世界?)                                        | 4             | 14 marzo 2018   |
| 2  | Eiga Precure Super Stars! - Original Soundtrack (映画 プリキュアスーパースターズ！ オリジナル・サウンドトラック?) | 31            | 14 marzo 2018   |
| 3  | Precure eiga shudaika Collection 3 (プリキュア映画主題歌コレクション３?)                                          | 26            | 31 ottobre 2018 |

### Sigle
La sigla originale di apertura è composta da Hiroshi Takaki con il testo di Kumiko Aoki, mentre quella di chiusura da Saori Atsumi.
Sigla di apertura
- Ashita egao ni naare! (明日笑顔になぁれ！?), cantata da Rie Kitagawa

Sigla di chiusura
- Nanairo no sekai (七色の世界?), cantata da Kanako Miyamoto

## Distribuzione
Il film è stato proiettato per la prima volta nelle sale cinematografiche giapponesi il 17 marzo 2018. Il DVD e il Blu-ray sono usciti l'11 luglio 2018.

## Accoglienza
Nel primo fine settimana di proiezione, il film ha incassato la cifra di 226 milioni di yen, piazzandosi al quarto posto del box office e battendo il precedente record, detenuto da Eiga Pretty Cure All Stars DX 2 - Kibō no hikari Rainbow Jewel wo mamore!, di film del franchise con il maggior incasso nel weekend di debutto. L'incasso totale è di 840 milioni di yen circa.

## Altri adattamenti
Un adattamento in cartaceo del film è stato pubblicato da Kōdansha il 17 marzo 2018 con ISBN 978-4-06-344708-8.